# کاراتینگا
کاراتینگا (به پرتغالی: Caratinga) یک شهرداری در برزیل است که در میناز ژرایس واقع شده‌است. کاراتینگا ۱٬۲۵۱ کیلومتر مربع مساحت و ۹۲٬۶۰۳ نفر جمعیت دارد و ۵۷۸ متر بالاتر از سطح دریا واقع شده‌است.